# Piracanjuba
Piracanjuba es un municipio de Brasil, situado en el estado de Goiás. Está situado a 87 km de la capital, Goiânia.
Considerada también la capital nacional de las orquídeas, donde anualmente se organiza una exposición en el mes de mayo con participación de expositores de todas partes de Brasil Também é conhecida pela grande quantidade de produtores de leite formando parte de uma das maiores bacia leiteiras do país, conhecida pelo laticínio que carrega o nome da própria cidade ( laticínio Piracanjuba) o qual não se localiza na cidade devido interesses  políticos,mas é certo que mais de 90% da matéria prima de produção do laticínio provém da cidade e demais regiões cercanas. 
Limita con los municipios de Bela Vista de Goiás, Cristianópolis, Professor Jamil, Morrinhos, Caldas Novas.
- Datos: Q985960
- Multimedia: Piracanjuba / Q985960

1. ↑  Worldpostalcodes.org,código postal n.º 75640-000.